# Kösze Ali
Kösze Ali pasa (törökül: Köse Ali; ? – 1664, Buda) az Oszmán Birodalom hadvezére.

## Élete
Kösze ("Kopasz") Ali pasa állítólag albán származású volt.
A szerájban (a szultáni palotában), a nagyhatalmú Turhán Hatidzse válide szultána (anya-szultánnő), IV. Mehmed oszmán szultán édesanyja környezetében nevelkedett, innen indult a pályafutása.
A valide szultána bizalmán túl, az 1656-ban, IV. Mehmed által kinevezett nagyvezírnek, Köprülü Mehmed pasának a bizalmát is elnyerte, és 1658-tól, 1660-ig, ő volt a kapudán pasa, az Oszmán Birodalom haditengerészetének a parancsnoka (”tengernagya”).
IV. Mehmed szultán, 1660. április 6-án, Kösze Alit nevezte ki az Erdélyi Fejedelemség ellen indított hadjárat szerdárjává, azaz, vezérévé. A serege egyesült Szejdi Ahmed (korábbi budai pasa, majd kanizsai pasa) csapataival, a fővezérség azonban Kösze Alit illette meg. Július 14-én megkezdték Várad ostromát, amit az őrség augusztus 27-én feladott, majd Kösze Ali visszavonult a hódoltságba; Temesváron telelt, hogy az erdélyi eseményeket figyelhesse.
A Porta nem fogadta el azt, hogy az erdélyi országgyűlés – 1661. január 1-én – a lemondott Barcsay Ákos helyett, Kemény Jánost választotta fejedelemnek, ezért Kösze Ali pasa, a seregével, 1661. június 28-án, benyomult Erdélybe, és az országgyűléssel, szeptember 14-én, I. Apafi Mihályt fejedelemmé választatta, majd december végén elhagyta Erdélyt. Közvetlenül az erdélyi hadjárat kezdete előtt (1661. június 17-én), Köprülü Mehmed nagyvezír  utasítására (formálisan a szultán parancsára), Szejdi Ahmedet kivégeztette, akit hiába próbált megvédeni, a nagyvezír szándékával szemben.
Erdélyből történt kivonulását követően, továbbra is Temesváron tartózkodva, 1662-ben megszervezte a Váradi Vilajetet, illetve Váradon  dzsámit is alapított.
Az erdélyi ügyekre azonban továbbra is odafigyelt: 1662-ben, ő indította Erdélybe, I. Apafi Mihály fejedelem védelmére, Kücsük Mehmed pasát, a Temesvári Vilajet beglerbégjét, aki, 1662. január 23-án, Nagyszőlősnél, teljes győzelmet aratott Kemény János felett, Apafi ellenfele elesett a csatában.
1663-ban Köprülü Ahmed pasának, az apja, Köprülü Mehmed örökébe lépett nagyvezírnek a seregében harcolt, Érsekújvár elfoglalásakor, majd Köprülü a hadtestével Buda védelmére rendelte, itt hunyt el, 1664. februárban.